# Galactose-alpha-1,3-galactose
Le galactose-alpha-1,3-galactose, plus connu sous le nom d'alpha gal ou d'Antigène Galili, est un hydrate de carbone (glucide) très stable, trouvé dans la plupart des membranes cellulaires de mammifères sauf chez les primates (dont l'être humain), car ils ont perdu au cours de leur évolution le gène GGTA1. Leur système immunitaire le reconnaît comme un corps étranger et produit contre eux des anticorps xénoréactifs immunoglobuline M, notamment responsables du rejet de greffe quand des tissus de porc par exemple sont greffés dans l'organisme d'un humain.

## Médecine
L'immunoglobuline G compte parmi les plus courants des anticorps anti-alpha gal trouvés chez l'homme. 
Une stimulation régulière de la flore intestinale (généralement initiée lors des six premiers mois de la vie) conduit à un titre exceptionnellement élevé, d'environ 1 % de toutes les IgG en circulation dans l'organisme. 
L'alpha gal joue un rôle majeur dans l'allergie à la viande (qui est en fait une réponse allergique à certaines viandes de mammifères non-primates, de la part de patients sensibilisés qui peuvent alors présenter une réaction anaphylactique grave, présentant généralement la caractéristique d'être décalée de quelques heures par rapport aux allergies alimentaires classiques qui se déclarent immédiatement ou dans les deux heures suivant l'ingestion de l'aliment en question). 
Cette allergie est en forte augmentation, probablement parce que souvent induite par des morsures de tiques dont la salive contient l'allergène (ces morsures sont de plus en plus fréquentes en raison d'une pullulation de diverses espèces de tiques et de changement de leurs aires de répartition, observées depuis les années 1970). Cette réponse allergique est depuis les années 2000 de mieux en mieux documentée, mais un écart important persiste entre les tests de laboratoire et les résultats cliniques, montrant que le mécanisme d'action de l'alpha gal reste mal compris et que les tests associés doivent être améliorés. 
Les études récentes ont apporté un nombre croissant d'indices puis de preuves du rôle des piqûres de tiques, et en particulier en Amérique du Nord de la tique Amblyomma americanum, et de la tique Ixodes ricinus en Europe.

## Recherche
- Une enzyme (alpha-galactosidase) bactérienne éliminant efficacement les extrémités linéaires alpha-gal des molécules a été identifiée. Cela pourrait être utile pour xénotransplantation à l'avenir[7].

- Selon une étude publiée en 2013, la réaction humaine naturelle à l'alpha-gal est impliquée dans des mécanismes pathologiques, mais présente aussi un intérêt médical potentiel : elle pourrait être utilisée  comme adjuvant vaccinal et contribuer à améliorer la cicatrisation des plaies[8],[9].